# Asistencia rápida
Asistencia rápida es una característica de Windows 10 que permite al usuario ver o controlar un ordenador Windows remoto a través de una red o de Internet para resolver problemas sin tocar directamente la unidad. Se basa en el protocolo de escritorio remoto (RDP). Se complementa con Obtener ayuda, una función introducida en Windows 10 que permite al usuario ponerse en contacto directamente con Microsoft, pero no permite el uso de escritorios remotos ni compartir la pantalla.
Antes de que se introdujera Asistencia rápida en Windows 10, Windows XP y las versiones posteriores de Windows ofrecían una función similar llamada Asistencia Remota de Windows.

## Resumen
Los ayudantes que ofrecen asistencia remota pueden abrir varias sesiones simultáneas, una para cada ordenador remoto. Sin embargo, los usuarios que buscan asistencia de los ayudantes sólo pueden tener una sesión de asistencia remota en espera de una conexión. Las invitaciones de conexión pueden enviarse a varios destinatarios, cualquiera de los cuales puede conectarse. Todos los intentos de conexión posteriores se bloquearán hasta que el primer ayudante se desconecte, tras lo cual podrá conectarse otro ayudante. Si el usuario desconecta la sesión, la aplicación de asistencia remota termina y no se permiten más conexiones.
Asistencia rápida se instala por defecto en los clientes de Windows, pero no está disponible en los servidores de Windows Server 2008 R2. El nombre de la herramienta difiere según el idioma de Windows; si se busca «QuickAssist» en el menú de Inicio, se localizará la herramienta independientemente de la configuración del idioma.
Asistencia rápida solicita un código para emparejar a los usuarios con una sesión. De este modo, la persona que da la asistencia podrá acceder al ordenador del receptor en modo de administrador y, al mismo tiempo, el receptor podrá ver las elecciones que ha hecho la persona que da la asistencia.

## Conexión
Asistencia rápida utiliza el puerto TCP 443 y se comunica con los siguientes servidores:
| Dominio / Nombre                 | Descripción                                                              |
| -------------------------------- | ------------------------------------------------------------------------ |
| *.support.services.microsoft.com | Punto de conexión principal usado para la aplicación Asistencia rápida   |
| *.resources.lync.com             | Necesario para el marco Skype que usa Asistencia rápida                  |
| *.infra.lync.com                 | Necesario para el marco Skype que usa Asistencia rápida                  |
| *.latest-swx.cdn.skype.com       | Necesario para el marco Skype que usa Asistencia rápida                  |
| *.login.microsoftonline.com      | Necesario para iniciar sesión en la aplicación (MSA)                     |
| *.channelwebsdks.azureedge.net   | Se usa para servicios de chat en Asistencia rápida                       |
| *.aria.microsoft.com             | Se usa para las características de accesibilidad dentro de la aplicación |
| *.api.support.microsoft.com      | Acceso a Api para Asistencia rápida                                      |
| *.vortex.data.microsoft.com      | Se usa para datos de diagnóstico                                         |
| *.channelservices.microsoft.com  | Required for chat services within Quick Assist                           |

El fichero ejecutable de Asistencia Rápida está localizado en C:\Windows\System32\quickassist.exe

## Historia
La función se introdujo por primera vez en Windows XP con el nombre de Asistencia remota y se basó en las tecnologías de Escritorio remoto. La Asistencia remota en Windows XP está integrada en la interfaz de usuario del Centro de ayuda y soporte y permite enviar invitaciones a la persona de soporte por correo electrónico, Windows Messenger o guardar la invitación como un archivo y transferir el archivo a través de otros métodos. El ordenador puede ser controlado tanto por la persona que se conecta remotamente como por la que envía la invitación. Se puede chatear, mantener conversaciones de audio y vídeo y transferir archivos.
En Windows Vista, la Asistencia remota se actualiza con una interfaz de usuario independiente y se basa en RDP 6 y en la API de uso compartido del escritorio de Windows. Dos administradores de sistemas pueden conectarse simultáneamente a un mismo ordenador. Las sesiones remotas se reconectan automáticamente después de reiniciar el ordenador. También admite la pausa de la sesión, diagnósticos integrados, chat, transferencia de archivos y registro basado en XML. Reduce los requisitos de ancho de banda para las conexiones de baja velocidad. El cruce de NAT permite establecer una sesión incluso si el usuario está detrás de un dispositivo de traducción de direcciones de red (NAT), por ejemplo, un router en una red doméstica. La asistencia remota se puede configurar mediante una directiva de grupo y admite conmutadores de línea de comandos para que se puedan desplegar accesos directos personalizados.
En Windows 7, la Asistencia Remota se basa en RDP 7. Se añade una opción adicional para conectarse utilizando el Protocolo de Resolución de Nombres de Pares, llamada Conexión facil si hay conectividad IPv6. Con Conexión facil, sólo es necesario compartir una contraseña en lugar de un archivo de invitación, y dos ordenadores pueden establecer una conexión de igual a igual a través de la red de área local (LAN) o de Internet sin un servidor de retransmisión. Sin embargo, la Asistencia Remota de Windows no admite la transferencia de archivos ni el uso compartido del portapapeles en Windows 7.
La Asistencia Remota está instalada por defecto en los clientes de Windows, pero debe añadirse manualmente en los servidores de Windows Server 2008 R2. Las sesiones de asistencia remota pueden iniciarse mediante la aplicación de Asistencia Remota de Windows disponible en el menú Inicio en Todas las aplicaciones → Mantenimiento o invocando msra.exe desde la interfaz de línea de comandos.
La Asistencia Remota de Windows se incluye también en todas las versiones de Windows 10, pero desde la Actualización de Aniversario de Windows 10, su acceso directo al menú de Inicio se ha eliminado, escondiéndolo efectivamente del usuario. En su lugar, se añade una nueva aplicación llamada Asistencia rápida. Tiene casi la misma funcionalidad y una interfaz de usuario similar con botones llamados Obtener asistencia y Dar asistencia. El diseño es como el de las aplicaciones UWP. A diferencia de Asistencia remota de Windows, Asistencia rápida requiere que la persona de apoyo inicie sesión con una cuenta de Microsoft antes de brindar la ayuda.
Mientras que la Asistencia Remota establece una conexión de Protocolo de Escritorio Remoto (RDP) con el ordenador del usuario final (requiere que el puerto TCP 3389 esté abierto en la máquina del cliente y en el cortafuegos/NAT/router tras el que se encuentra la máquina), la Asistencia Rápida está basada en la nube y requiere una conexión saliente desde el PC del ayudante al servicio en la nube/servidor de Microsoft, y una conexión independiente desde el servicio en la nube a la máquina de la persona que recibe la asistencia. No hay puertos abiertos en el firewall del dispositivo del cliente.
| Característica | Asistencia remota de Windows                                                                        | Asistencia rápida                                                                                       |
| --- | --------------------------------------------------------------------------------------------------- | --- |
| Asistencia remota para dispositivos de Windows | Sí                                                                                                  | Solo Windows 10 y Windows 11                                                                            |
| Asistencia remota para MacOS. | No                                                                                                  | No |
| Asistencia remota para teléfonos inteligentes | No                                                                                                  | No |
| Visualización a través de la cámara del dispositivo | No                                                                                                  | No |
| Soporte de múltiples pantallas en la máquina de destino | Sí (todos los monitores o haciendo clic en Ajustar al tamaño y desplazarse al monitor seleccionado) | Sí (ver el monitor seleccionado o todos a la vez)                                                       |
| Disposición del teclado utilizado cuando se controla a distancia una máquina (el ayudante necesita que la disposición del teclado coincida con la de su propio ordenador para una asistencia eficaz) | Utilizar la disposición del teclado del ordenador de destino                                        | Utilizar la disposición del teclado del ayudante                                                        |
| Trabajar con permisos de administrador | No (la pantalla se apaga y el usuario tiene que terminar la acción en lugar del ayudante)           | No |
| Requisito para la instalación del software del cliente | No (instalado en todos los Windows por defecto)                                                     | No (instalado solo en Windows 10 y 11 por defecto)                                                      |
| Compartir el portapapeles (copiar/pegar texto entre la máquina del ayudante y la del usuario final)                                                                                                  | No (solución: pegar a través de la ventana de chat incrustada; número limitado de caracteres)       | Más o menos, se usa una plataforma integrada de Asistencia rápida para compartir texto del portapapeles |
| Transferencia de archivos (entre la máquina del ayudante y la del usuario final) | No (solución: a través de un servicio de intercambio de archivos en la nube)                        | No (solución: a través de un servicio de intercambio de archivos en la nube)                            |
| Ejecución de scripts de forma remota (por ejemplo, ipconfig) | No (solución: los scripts deben copiarse primero en la máquina remota y ejecutarse desde allí)      | No (solución: los scripts deben copiarse primero en la máquina remota y ejecutarse desde allí)          |
| Pausa de la sesión de control remoto por parte del usuario final (detención temporal de la pantalla compartida)                                                                                      | No (sólo se puede cancelar la sesión completa)                                                      | Sí |